# Дингуол (Шотландия)
Вижте пояснителната страница за други значения на Дингуол.
Дингуо̀л (на английски: Dingwall, на гаелски Inbhir Pheofharan, произная се [ding'wol] и [ding'wəl], Дингуъ̀л) е град в югоизточната част на Северна Шотландия.

## География
Дингуол е в област Хайланд. Градът е разположен в Североизточна Шотландия, по южния бряг на залива Кромарти. Има жп гара по крайбрежната жп линия от Инвърнес до Уик. Население 4910 жители от преброяването през 2004 г.  Архив на оригинала от 2012-01-25 в Wayback Machine.

## История
Градът е основан като селище през 9 век от викингите. Названието му в превод от старонорвежки означава „Парламентарно поле“. През 1226 г. шотландския крал Александър II обявява Дингуол за град.

## Архитектура
В околностите на Дингуол е замъкът „Тълох“, построен през 12 век.

## Икономика
Като повечето крайбрежни шотландски градове в миналото основен отрасъл в икономиката на Дингуол е бил риболовът. Днес икономиката на града е под благотворното влияние на производството на нефт в Северно море.

## Спорт
Представителният футболен отбор на града носи името ФК Рос Каунти. Дългогодишен участник е в Шотландската Първа дивизия

## Личности
родени в Дингуол
- Джордж Симпсън (1787-1860), губернатор и общественик

свързани с Дингуол
- Сър Хектър Арчибалд Макдоналд (1852-1903), шотландски военен деец

## Фотогалерия
- ЖП гарата в Дингуол
- Улица „Хил“ в Дингуол